# Kurtna, Ida-Viru
Kurtna est un village de 205 habitants de la commune de Illuka du comté de Viru-Est en Estonie. 
Avant la réforme administrative (en) de 2017 en Estonie, le village de Kurtna faisait partie de la commune d'Illuka. Selon le recensement de 2011 (en), le village comptait comptait 163 habitants, dont 84 (51,5%) Estoniens. 
Le village de Kurtna est situé dans la région historique de la paroisse d'Alutagus (et). Le village est mentionné pour la première fois en 1241 dans le livre Liber Census Daniæ sous le nom de Kurtiaos. La taille du village est indiquée comme étant de sept Adramaas (et). 
Des mentions historiques concernant le manoir de l'Ordre de Kurtna, lié au château de l'Ordre de Vasknarva (et) et à la localité de Kurtna, remontent à l'année 1480. Le manoir de l'Ordre de Kurtna  ainsi que le village de Kurtna faisaient partie de la paroisse de Jõhvi (et). Après la dissolution des manoirs de l'Ordre, le manoir de Kurtna fut transformé en manoir de chevalier (et). Parmi les vestiges du manoir, on trouve l'édifice historiciste datant de 1880 ainsi que la maison du régisseur en briques rouges, construite en 1911. 
Le lac de Kurtna (en) et la lande de Kurtna ont été nommés d'après le manoir de Kurtna. La formation de Kurtna (et) du ladé de Keila (et) a été nommée d'après le village.